# Atari Panther
Atari Panther — кодовое название отмененной 32-битной игровой консоли от Atari Corporation, запланированной как преемник Atari 7800 и Atari XEGS. Она была разработана Flare Technology, той же бывшей командой Sinclair, которая работала над отмененными консолями Flare One и Konix Multisystem.

## Разработка
Работа над Panther началась в 1988 году. Это была первая попытка Atari создать новую игровую систему со времен запуска Atari 7800 в 1984 году (хотя Atari Corp. перезапустила 7800 в 1986 году, компания мало инвестировала в игровое подразделение, сосредоточившись на компьютерном бизнесе). К 1990 году Atari решила вернуться на быстрорастущий рынок видеоигр. Рассматривался вариант на базе Atari ST, но от него отказались, так как он не мог бы конкурировать технически с новыми системами от Sega и Nintendo.
Panther планировалось выпустить в 1991 году и она должна была стать конкурентом Super Nintendo Entertainment System и Sega Mega Drive. Хотя она вышла бы на рынок позже конкурентов, Atari считала, что её характеристики (на бумаге в 2-3 раза мощнее существующих систем) позволят ей успешно конкурировать.
Проект был очень близок к запуску в производство: корпус и аппаратное обеспечение были готовы. Еще в мае 1991 года управляющий директор Atari UK Боб Глидоу заявлял о готовности оборудования и вероятном запуске до Рождества, зависящем только от готовности игр. Однако в июне 1991 года Atari внезапно объявила об отмене Panther. Разработка Panther и её преемника, 64-битной RISC-консоли Atari Jaguar, велась параллельно. По словам Крейга Эриксона, вице-президента Atari USA по разработке программного обеспечения, проект Jaguar продвигался быстрее, чем ожидалось, и показал гораздо больший потенциал. В результате Atari решила «пропустить» Panther и направить все ресурсы на Jaguar, который, по их мнению, мог стать «технологическим лидером до XXI века».
Президент Atari USA по разработке Ларри Сигал официально уведомил разработчиков, среди которых было как минимум шесть британских студий, об остановке работ над играми для Panther, пообещав компенсировать затраченные время и усилия и предложить перейти на разработку под Jaguar. На момент отмены ни одна игра для Panther еще не была завершена.

## Технические характеристики
- Центральный процессор: Motorola 68000 с тактовой частотой 16 МГц[4][5].
- ОЗУ: 32 КБ[4].
- ПЗУ: 64 КБ[4].
- Звук: 29-битный[4][5] DSP Ensoniq «Otis».
- Графика: Использовалась графическая подсистема «Blossom» от рабочей станции Atari Transputer Workstation[2]. 32-битный графический процессор «Panther» с частотой 32 МГц[2][4].
  - Разрешение: 320x200 пикселей[2][4].
  - Цвета: 32 цвета на строку[4], до 7 860 цветов на экране одновременно[2].
  - Спрайты: До 2000 спрайтов одновременно[4].
  - Возможности: Аппаратное масштабирование спрайтов, схожее с «Mode 7» на SNES[2].
- Порты: Предполагалось наличие портов для ComLynx[2].